# Hito ao Trópico de Capricórnio

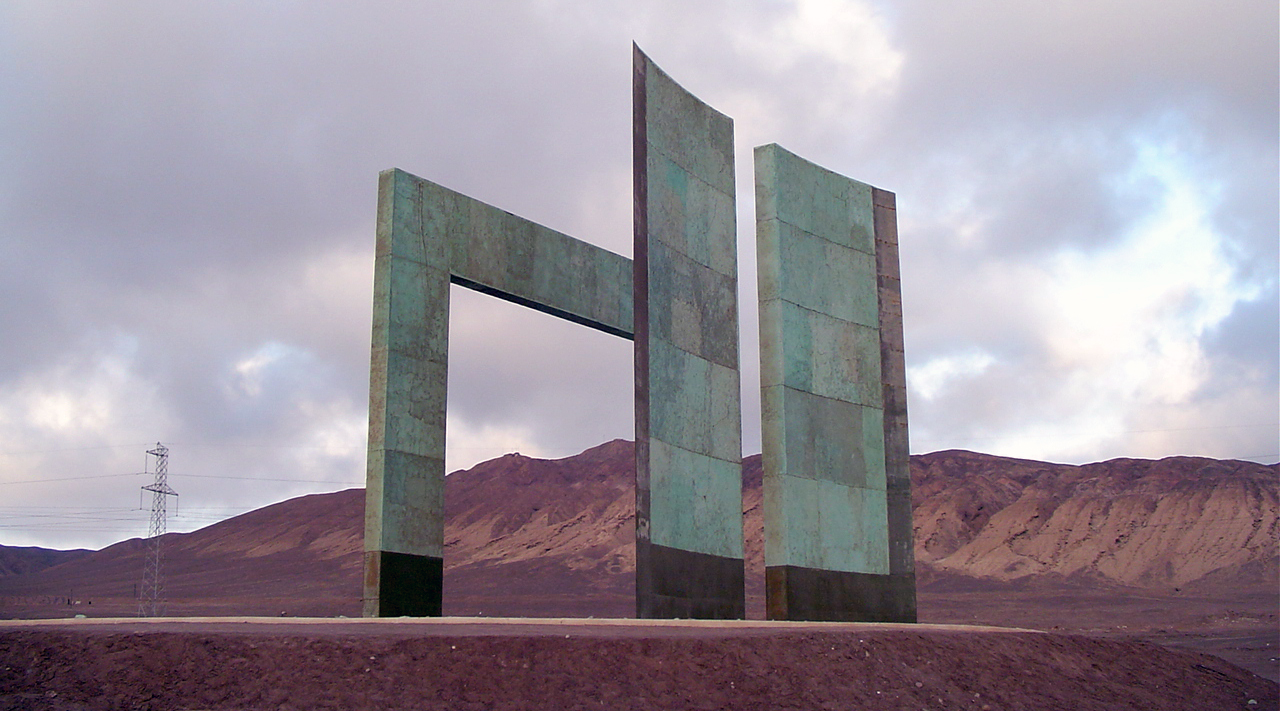
Hito ao Tropico de Capricornio (de oeste a leste).

O Hito ao Trópico de Capricórnio é uma escultura monumental localizada 28 km ao norte da cidade de Antofagasta, no Chile. Sua construção foi idealizada e financiada pelo Rotary Club de Antofagasta.

## Descrição
O Hito ao Trópico de Capricórnio foi inaugurado em 21 de dezembro do ano 2000, no dia do Solstício de Verão do hemisfério sul e para a hora que o lugar passava sob o Sol, momento em que as sombras dos objetos verticais desapareceram. Para os Solstícios de Junho, o Trópico de Capricórnio é o lugar mais austral por ficar sob o Sol.
Seu desenho esteve a cargo da arquiteta Eleonora Román, quem se baseou nos cálculos astronômicos do divulgador científico Jorge Ianiszewski para criar um monumento que serviria para destacar o Trópico de Capricórnio e como calendário solar.
A localização exata do Trópico de Capricórnio foi calculada pelo Departamento de Viabilidade do Ministério de Obras Públicas do Chile, graças ao sistema de posicionamento global(GPS).

## Arquitetura
A estrutura do Hito ao Trópico de Capricórnio está formada por:
- O Arco de Capricórnio, de 10,4 m de altura, cuja sombra da borda superior marca as estações no Caminho do Sol.
- O Caminho do Sol, um caminho de 11,1 m de largura e 2 m de altura, orientado do sul ao norte, perpendicular a linha do Trópico de Capricórnio.
- As Portas do Sol, duas paredes de 12,4 m de altura, localizadas aos costados do Caminho do Sol e justo onde a sombra do Arco de Capricórnio cai durante os equinócios.
- O Círculo do Mundo, uma circunferência de 30 m de diâmetro que marca ao monumento e que representa a Terra. Neste círculo, a linha do Trópico de Capricórnio se localiza a 23,44 graus de distancia da linha (que representa a Linha equatorial).

A estrutura de vigas de concreto recoberto possui um total de 12,4 m de altura e se encontra revestida de cobre.

## Acesso
O Hito ao Trópico de Capricórnio está localizado a 28 km ao norte da cidade de Antofagasta, a um costado da Rota CH-1, autopista pela qual se pode ascender. Os pontos de referencia mais próximos são o Aeroporto Internacional Cerro Moreno e a Base Aérea Cerro Moreno da Força Aérea do Chile.